# Chameleon (album av Måns Zelmerlöw)
Chamelon är ett studioalbum av Måns Zelmerlöw, utgivet den 2 december 2016.

## Låtlista
| 1.           | Glorious                       | Zelmerlöw, Jez Ashurst, Emma Rohan, Paddy Dalton, Phil Cook   | Phil Cook                        | 3:24  |
| 2.           | Beautiful Lie                  | Zelmerlöw, Ashurst, Rohan, Dalton                             | Jez Ashurst                      | 4:17  |
| 3.           | Happyland                      | Joy Deb, Ola Svensson, Linnea Deb, Anton Hård af Segerstad    | The Family                       | 3:20  |
| 4.           | Round Round (featuring Nabiha) | Moh Denebi, Josh Record, Ellen Tollbom                        | Moh Denebi                       | 3:29  |
| 5.           | Whistleblower                  | Zelmerlöw, Fredrik Sonefors, Alex Holmgren                    | Nicki Adamsson, Fredrik Sonefors | 2:59  |
| 6.           | Hanging On To Nothing          | Zelmerlöw, Alexander Holmgren, Arvid Ångström, Isac Hördegård | Isac Hördegård                   | 3:21  |
| 7.           | Renegades                      | Zelmerlöw, Ashurst, Rohan, Dalton, Josh Record                | Ashurst                          | 3:41  |
| 8.           | Primal                         | Zelmerlöw, Dalton, Cook, Jon Eyden                            | Cook                             | 3:31  |
| 9.           | Fire In The Rain               | Simon Strömstedt, Sonefors                                    | Sonefors                         | 3:13  |
| 10.          | Wrong Decision                 | Zelmerlöw, Dalton, Sonefors                                   | Sonefors                         | 4:18  |
| Total längd: | Total längd:                   | Total längd:                                                  | Total längd:                     | 35:33 |

## Listplaceringar
| Lista (2015)       | Topplacering |
| ------------------ | ------------ |
| Belgien (Flandern) | 159          |
| Sverige            | 6            |

### Fotnoter
1. ↑  ”Chameleon” (på engelska). Discogs. 10 mars 2016. https://www.discogs.com/master/1106517-M%C3%A5ns-Zelmerl%C3%B6w-Chameleon. Läst 11 november 2024.
2. ↑  ”Chameleon”. Ultratop. 10 mars 2016. https://www.ultratop.be/nl/showitem.asp?interpret=M%E5ns+Zelmerl%F6w&titel=Chameleon&cat=a. Läst 11 november 2024.
3. ↑  ”Chameleon”. Swedishcharts. 10 mars 2016. https://swedishcharts.com/showitem.asp?interpret=M%E5ns+Zelmerl%F6w&titel=Chameleon&cat=a. Läst 11 november 2024.